# Andrena aeneiventris
Andrena aeneiventris là một loài Hymenoptera trong họ Andrenidae. Loài này được Morawitz mô tả khoa học năm 1872.